# Science of the Total Environment
Science of the Total Environment ist eine begutachtete wissenschaftliche Fachzeitschrift, die seit 1972 von Elsevier herausgegeben wird. Chefredakteure sind Damià Barceló und Jay Gan.
Die Zeitschrift publiziert multidisziplinäre Originäre Forschungsarbeiten zu Themen, die Einflüsse auf verschiedene Sphären der Erde erforschen. Hierzu zählen die Atmosphäre, die Hydrosphäre, die Biosphäre, die Lithosphäre und die Anthroposphäre. Es werden nur Arbeiten angenommen, die mindestens zwei dieser Sphären abdecken. Zudem werden Feldstudien gegenüber Laborergebnissen bevorzugt.
Der Impact Factor lag im Jahr 2020 bei 7,963, der fünfjährige Impact Factor bei 7,842. Die Zeitschrift lag damit auf Platz 25 von 274 Zeitschriften in der Kategorie Umweltwissenschaften.